# Filippo Mannucci
Filippo Mannucci (Livorno, 20 de julio de 1974) es un deportista italiano que compitió en remo. Ganó cuatro medallas de oro en el Campeonato Mundial de Remo entre los años 2001 y 2005.

## Palmarés internacional
| Campeonato Mundial | Campeonato Mundial | Campeonato Mundial | Campeonato Mundial  |
| Año                | Lugar              | Medalla            | Prueba              |
| ------------------ | ------------------ | ------------------ | ------------------- |
| 2001               | Lucerna (Suiza)    | Medalla de oro     | Cuatro scull ligero |
| 2002               | Sevilla (España)   | Medalla de oro     | Cuatro scull ligero |
| 2003               | Milán (Italia)     | Medalla de oro     | Cuatro scull ligero |
| 2005               | Kaizu (Japón)      | Medalla de oro     | Cuatro scull ligero |